# Abel Zamora (futbolista)
Abel Zamora Prieto es un exseleccionado nacional mexicano que jugó de defensa central. En junio de 1978 participó en los XIII Juegos Centroamericanos y del Caribe en Medellín, Colombia, donde la selección logró el 3.er lugar. Al siguiente año, en marzo de 1979, participó en el XXVII Torneo Internacional Juvenil en Cannes, Francia, donde a alcanzaron el subcampeonato y ya para el mes de junio de ese mismo año  participó en las eliminatorias de los Juegos Olímpicos de Los Ángeles 1984. En 1981 obtuvo el 3.er lugar en el Torneo Internacional Sub-20 en Toulón, Francia. Debutó en 1986. En Primera División jugó 15 partidos, acumulando 1,148 minutos jugados y ningún gol anotado. Ingresó al Salón de la Fama del Deporte Colimense en 2007.

## Clubs
- Tecos de la UAG (1986 - 1987)

- Datos: Q5654945